# Casa Morris Brown
La Casa Morris Brown es una casa histórica situada en la ciudad Providence, la capital del estado de Rhode Island (Estados Unidos). El 11 de agosto de 1991 fue incluida en el Registro Nacional de Lugares Históricos.

## Descripción e historia
Es una estructura de estructura de madera de un piso y medio con techo a dos aguas con una gran chimenea central. El bloque principal tiene cuatro tramos de ancho y tres de profundidad, con un codo trasero que conecta la casa con un garaje del siglo XX. La evidencia documental sugiere que fue construido en 1793, mientras que la evidencia arquitectónica sugiere una fecha de construcción anterior. La casa es un ejemplo bien conservado de una casa de campo vernácula típica de Rhode Island del siglo XVIII, y es una de las pocas casas del siglo XVIII que quedan en Providence.